# ムアンサトゥーン郡
座標: 北緯6度37分24秒 東経100度4分0秒 / 北緯6.62333度 東経100.06667度
ムアンサトゥーン郡（ムアンサトゥーンぐん）はタイ南部・サトゥーン県にある郡（アムプー）。同県の県庁所在地（ムアン）でもある。

## 名称
サトゥーンとはマレー語の setul から来た言葉で「サントーン」のことである。なお、旧称はマムバン郡 (อำเภอมำบัง, Mambang) であるがこれはマレー語で「精霊」という意味である。また、サトゥーンはマレー語でヌガリサトイマムバンサンガラ (นครีสะโตยมำบังสังคารา) という意味の雅号を有しているがこれは、「海の精霊のサントーンの街」という意味である。

## 歴史
元々、サトゥーン県は2つの郡からなっていた。その一つがマンバン郡である。マンバン郡は、1938年政府の県庁所在地の名前と県名を一致させるポリシーによりムアンサトゥーン郡と改称した。

## 地理
郡はマムバン川の形成した平地にある。郡の東部は山がちになっており、タレー・バン海洋国立公園として保護されている。またこの山がマレーシアとの国境を形作っている。東は海が広がり、タルタオ島やさらにその東のアーダン島、ラーウィー島も郡の領域である。これらの島はタルタオ諸島海洋国立公園として保護されている。
交通はサトゥーン空港があるほか、ランカウイ島行きの港やチェビラン港がある。ランカウイ島へは2008年6月現在一日三便の船がある。また、国道416号線が北西に延びており、トラン方面と、国道406号線が北に延びておりラッタプーム方面に延びている。

## 経済
郡内の主な産業は農業と漁業である。農業ではコメ、アブラヤシ、パラゴムノキなどが生産されている。

## 行政区分
郡内には12のタムボンがあり、さらにその下位に67の村（ムーバーン）がある。自治体（テーサバーン）があり以下のようになっている。
- テーサバーンムアン・サトゥーン・・・タムボン・ピマーン全体
- テーサバーンタムボン・チャルン・・・タムボン・チャルンの一部
- テーサバーンタムボン・チェビラン・・・タムボン・チェビランの一部
- テーサバーンタムボン・クローンクット・・・タムボン・クローンクットの全体

また、郡内には10のタムボン行政体（オンカーンボーリハーンスワンタムボン）がある。
1. タムボン・ピマーン・・・ตำบลพิมาน
2. タムボン・クローンクット・・・ตำบลคลองขุด
3. タムボン・クワンカン・・・ตำบลควนขัน
4. タムボン・バーンクワン・・・ตำบลบ้านควน
5. タムボン・チャルン・・・ตำบลฉลุง
6. タムボン・コサーラーイ・・・ตำบลเกาะสาหร่าย
7. タムボン・タンヨンポー・・・ตำบลตันหยงโป
8. タムボン・チェビラン・・・ตำบลเจ๊ะบิลัง
9. タムボン・タムマラン・・・ตำบลตำมะลัง
10. タムボン・プーユー・・・ตำบลปูยู
11. タムボン・クワンポー・・・ตำบลควนโพธิ์
12. タムボン・ケートリー・・・ตำบลเกตรี